# ماگووو
ماگووو (به صربی: Magovo) یک منطقهٔ مسکونی در صربستان است که در کورشوملیا واقع شده‌است. ماگووو ۲۴ نفر جمعیت دارد.